# 恩格島
恩格島是冰島的島嶼，位於該國西部大西洋海域，距離阿克雷島1.7公里，長1.7公里、寬0.4公里，面積0.401平方公里，該島北部的燈塔建於1905，島上無人居住。